# チルドレンズ・ソングズ
『チルドレンズ・ソングズ』（Children's Songs）は、アメリカ合衆国のジャズ・ピアニスト、チック・コリアが1983年7月に録音し、1984年にECMレコードから発表したスタジオ・アルバム。

## 背景
コリアが1971年より散発的に発表してきたソロ・ピアノ作品の一つで、具体的なタイトルを持たない小品が20曲収録され、コリア自身によれば、子供の遊び心や、常に動き回っている様子を表現したという。いずれの曲も即興演奏ではなく、あらかじめ作曲された作品である。
収録曲の中で最も古い「No.1」は1971年に作曲され、リターン・トゥ・フォーエヴァー名義のアルバム『ライト・アズ・ア・フェザー』（1972年録音）や、コリアとゲイリー・バートンのデュオ・アルバム『クリスタル・サイレンス』（1972年録音）に収録された。また、「No.9」はアルバム『妖精』（1976年）に「ピクシランド・ラグ」というタイトルで収録された曲の再演で、「No.5」と「No.15」は、アルバム『フレンズ』（1978年）で発表された曲の再演である。
CDボーナス・トラック「アデンダム」は、プロデューサーのマンフレート・アイヒャーに捧げられた曲で、この曲のみピアノ、ヴァイオリン、チェロの三重奏である。

## 評価
Michael G. Nastosはオールミュージックにおいて5点満点中3.5点を付け「コリアおよびリターン・トゥ・フォーエヴァーのファンであれば、ややダークな構成の和音が反復する"No. 1"、速いワルツのメロディ"No. 3"、遊び心に満ちたモチーフが循環する"No. 6"の3曲は、すぐに受け入れられるだろう」「従来の彼の音楽性と特に対照的なのは、スティーヴ・ライヒ的なミニマリズムの"No. 4"、一音の演奏とクリスマス・キャロル"Joy to the World"を並行させた"No. 14"、不吉を示唆させるワルツの"No. 15"である」と評している。また、ジョン・ケルマンはAll About Jazzにおいて、バルトーク・ベーラの練習曲集『ミクロコスモス』からの影響を指摘しつつ、本作に関して「ピアニストの練習曲というよりは、ある程度の遊び心（場合によっては純朴さも）を反映した、極めてメロディックな小品集という意図で作られたと思われる作品集」と評している。

## 収録曲
全曲ともチック・コリア作曲。
1. "No.1" - 1:49
2. "No.2" - 0:55
3. "No.3" - 1:26
4. "No.4" - 2:18
5. "No.5" - 1:12
6. "No.6" - 2:44
7. "No.7" - 1:41
8. "No.8" - 1:43
9. "No.9" - 1:15
10. "No.10" - 1:32
11. "No.11" - 0:39
12. "No.12" - 2:35
13. "No.13" - 1:24
14. "No.14" - 2:02
15. "No.15" - 1:12
16. "No.16 + 17" - 2:00
17. "No.18" - 1:51
18. "No.19" - 2:31
19. "No.20" - 1:32

### CDボーナス・トラック
1. アデンダム - "Addendum" - 5:09

## 参加ミュージシャン
- チック・コリア - ピアノ
- アイダ・カヴァフィアン（英語版） - ヴァイオリン (on "Addendum")
- フレッド・シェリー - チェロ (on "Addendum")